# Alice Ghostley
Alice Margaret Ghostley (Eve - Missouri, 14 de agosto de 1923 — Studio City - Califórnia, 21 de setembro de 2007) foi uma atriz norte-americana. Ficou conhecida por seus papéis como Esmeralda em A Feiticeira, a partir da 6ª temporada (1969-1972) no episódio Empregada Para Todo Feitiço, Alice em Cousin Mayberry R.F.D. (1970-1971) e Bernice Clifton em Designing Women (1986-1993), pelo qual ela foi nomeada para o Emmy de Melhor Atriz Secundária em 1992.

## Curiosidades
- A atriz Alice Ghostley antes de atuar como a Esmeralda a partir do 6º ano da série A Feiticeira, já tinha trabalhado na série da 2ª temporada no episódio Mágicas Bem Empregadas.